# 딕과 캐리 모형
딕과 캐리 모형(Dick and Carey Model)은 체제 접근에 입각하여 교수 설계·개발·실행·평가의 과정을 제시한 대표적인 모형이다.

## 단계

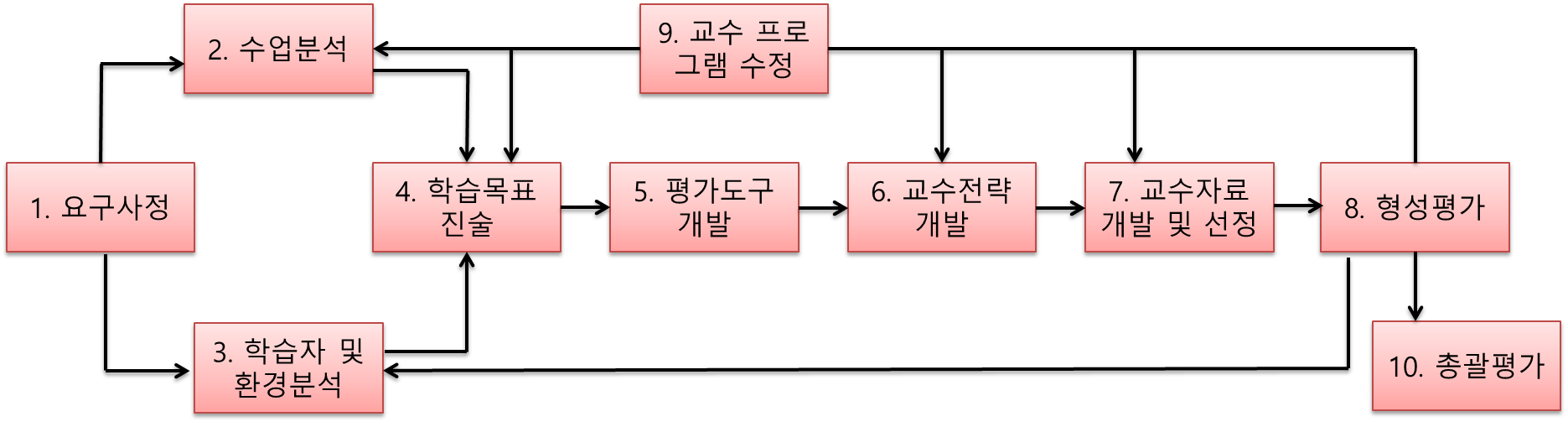
Dick & Carey 모형의 단계

1. 교수목적 설정(요구사정) : 최종목적을 설정하는 단계로, 이때 수업목적은 학습자의 요구사정과 교육과정 분석에 의해 파악·설정된다.
2. 수업분석 : 교수목표에는 최종 학습목적의 성취를 위해 학습자가 배워야 할 학습유형을 결정하는 목적분석과, 학습자가 학습을 하는 데 필요한 하위기능 및 학습절차를 분석 · 결정하는 하위기능 분석이 있다.
3. 학습자 및 환경 분석 : 수업이 시작할 때, 수업에 필요한 학습을 하기 위해 학습자가 반드시 갖추고 있어야 할 선수지식과 교수활동을 설계하는데 중요하게 고려해야 될 학습자의 특성을 분석한다.
4. 학습목표 진술 : 학습과제와 학습자 특성의 분석결과를 바탕으로 하여 학습자들이 수업이 끝났을 때 성취해야 할 학습목표들을 구체적으로 진술한다. 일반적으로 학습목표는 관찰가능한 행동목표로, 간단명료하고 구체적이며 동일한 형식으로 기술하는 것이 좋다. 또한 학습목표는 평가를 위한 준거기준이 되므로 명확히 진술해야 하고, 성공여부를 판단할 수 있는 준거를 포함해야 한다. 이는 ABCD 원칙에 따른 학습목표 진술 방법인데, ABCD 원칙은 목표의 세부적인 요소를 지칭하는 대상(Audience), 행동(Behavior), 조건(Condition), 준거(Degree)의 앞 글자를 따서 명명한 것이며 목표 진술의 원칙이 된다.
5. 평가도구 개발 : 학습자의 학습목표달성 정도를 측정할 수 있는 평가도구와 문항을 개발하는 과정으로 개발한 문항은 학습목표에서의 성취행동과 반드시 일치해야 한다.
6. 교수전략 개발 : 최종 학습목표를 달성하기 위한 수업전달 방법과 절차 및 사용할 교수매체의 활용전략을 계획하며 결정하는 단계로 동기유발 · 학습내용 제시 전략, 연습, 피드백 등이 고려된다. 교수전략은 학습에 대한 연구결과들과 학습과정에 대한 현재의 지식, 가르쳐야 할 내용, 학습자 특성을 고려하여 개발되어야 한다.
7. 교수자료 개발 및 선정 : 앞 단계의 교수전략에 따라 교수 프로그램을 실제로 만드는 단계로 이때 교수 프로그램은 수업활동에 활용될 모든 자료를 의미한다. 수업 과정에 필요한 각종 자료들이 개발되는 단계이며, 각종 자료들은 학습 목표와 내용, 학습자의 특성을 고려해 개발된다.
8. 형성평가 : 앞 단계까지 개발이 완료된 교수 프로그램은 일대일평가, 소집단평가, 현장평가와 같은 평가방법을 통해 그 결과를 검토하고, 수정·보완한다.
9. 교수 프로그램 수정 : 형성평가 결과를 토대로 학습목표달성에서의 어려움을 확인하고 수업 상 잘못된 점을 수정하며, 학습과제 분석의 타당성과 학습자의 출발점행동, 학습자 특성에 대한 가정을 재검토한다. 학습목표 진술의 적절성, 평가문항 개발의 타당성, 교수전략의 효과를 통합적으로 검토·수정하여 더 효과적인 교수 프로그램을 개발한다.
10. 총괄평가 : 충분히 수정 · 보완된 교수 프로그램의 효과를 총괄평가를 통해 검증한다. 총괄평가는 외부 평가자에 의해 실시되므로 교수설계 전 과정 밖에 있다고 볼 수 있다.

## ADDIE 모형과의 관계
Dick & Carey 모형의 요구분석, 교수분석, 학습자 및 환경 분석은 ADDIE 모형의 분석단계에, Dick & Carey 모형의 학습목표 진술, 평가도구 개발, 교수전략 개발은 ADDIE 모형의 설계단계에 해당한다.
또한 Dick & Carey 모형의 교수자료 개발 및 선정, 형성평가, 프로그램 수정은 개발단계에 해당하며 총괄평가는 평가단계에 해당한다,
Dick & Carey 모형에는 ADDIE 모형의 실행단계가 생략되어 있다.

## 같이 보기
- 교육공학
- 교수 설계
- ADDIE 모형

## 참고 문헌
- 이지연, 《예비교사를 위한 실제적 교육방법 및 교육공학》, 서현사, 2008, 127p